# Solenangis clavata
Espèce
Synonymes
- Angraecum clavatum Rolfe[1]
- Saccolabium oeonioides Kraenzl.[1]

Solenangis clavata est une espèce de plantes de la famille des Orchidées et du genre Solenangis, présente dans plusieurs pays d'Afrique tropicale.